# Vokativ
Unter Vokativ (auch Anredefall oder Anredeform) versteht man gemeinhin eine spezielle Form eines Nomens, zumeist eines Substantivs, die gebraucht wird, um den Adressaten einer sprachlichen Äußerung direkt anzureden oder anzurufen. Der Vokativ wird manchmal nicht als Kasus im grammatischen Sinne angesehen, weil er nicht als Satzglied fungiert, sondern als Anruf- und Anredeform des Nomens, die allerdings in manchen Sprachen oberflächlich wie ein Kasus aussehen kann. Eine solche kasusähnliche Vokativform gab es sehr wahrscheinlich im Ur-Indogermanischen, welche bis heute in einigen Nachfolgesprachen Europas und des indoiranischen Sprachraums erhalten ist.

## Definitorisches
„Der Anruf ist ein Hinweis auf eine zweite Person mit dem Zweck einer von dem Angerufenen selbst zu erschließenden Aufforderung. Seine charakteristische Kasusform ist der Vokativ.“

Der Vokativ wird in der deutschsprachigen Sprachwissenschaft, in den europäischen Philologien und in der Indogermanistik üblicherweise als Kasus aufgefasst und als solcher in der Formenlehre (Morphologie) verortet; in der angelsächsischen Sprachwissenschaft dagegen wird „vocative“ häufig als Phrase verstanden und fällt damit in das Teilgebiet der Syntax. Diese unterschiedlichen Definitionen führen oft zu Missverständnissen. Dieser Artikel baut, der deutschsprachigen und indogermanistischen Tradition folgend, indessen auf der Definition des Vokativs als Anruf- und Anredeform des Nomens auf. Die Vokativphrase wird weiter unten erläutert.

### Vokativ als Kasus
Der Vokativ wird in den Grammatiken der klassischen Sprachen zu den Fällen (Kasus) gezählt. Dies liegt darin begründet, dass er vor allem auf der Oberfläche wie ein Fall aussieht; man vergleiche die Deklinationsmuster des Wortes für Wolf in den miteinandern verwandten klassischen Sprachen Latein, Altgriechisch, Sanskrit und der mit diesen vermutlich nicht verwandten Kaukasussprache Georgisch:
|              | Latein | Altgriechisch | Sanskrit | Georgisch |
| ------------ | ------ | ------------- | -------- | --------- |
| Nominativ    | lup-us | lýk-os        | vṛk-aḥ   | mgel-i    |
| Ergativ      |        |               |          | mgel-ma   |
| Akkusativ    | lup-um | lýk-on        | vṛk-an   |           |
| Genitiv      | lup-ī  | lýk-ou        | vṛk-asya | mgel-is   |
| Dativ        | lup-ō  | lýk-ō(i)      | vṛk-āya  | mgel-s    |
| Instrumental |        |               | vṛk-eṇa  | mgel-it   |
| Ablativ      | lup-ō  |               | vṛk-āt   |           |
| Lokativ      |        |               | vṛk-e    |           |
| Adverbialis  |        |               |          | mgel-ad   |
| Vokativ      | lup-e! | lýk-e!        | vṛk-a!   | mgel-o!   |

#### Funktion des Vokativs
Der Vokativ sieht also zwar aus wie ein Fall, er hat jedoch eine andere Funktion als die übrigen Fälle. Während Nominativ, Genitiv und die anderen Fälle dazu dienen, die Syntax, also den Satzaufbau einer Sprache zu gestalten, und das jeweilige Verhältnis zweier sprachlicher Denotate zueinander zum Ausdruck bringen, steht ein Nomen im Vokativ außerhalb des Satzes. Ein Vokativ dient – vereinfacht gesagt – dazu, den Kontakt zwischen Sprecher und angesprochener Person herzustellen (Anruf) oder aufrechtzuerhalten (Anrede).

## Vokativbildung in den indogermanischen Sprachen
Der indogermanische Vokativ, der sich für gewöhnlich auf den Singular beschränkt, sei am Beispiel des Wortes für „Wolf“ illustriert, einem typischen maskulinen o-Stamm:
|                    | Nominativ | Vokativ  |
| ------------------ | --------- | -------- |
| Urindogermanisch   | *wl̥kʷ=o-s | *wl̥kʷ=e! |
| Altindisch         | vr̥k=a-s   | vr̥k=a!   |
| Altgriechisch      | lýk=o-s   | lýk=e!   |
| Latein             | lup=u-s   | lup=e!   |
| Gotisch            | wulf-s    | wulf!    |
| Altkirchenslavisch | vlьk=ъ    | vlьč=e!  |
| Litauisch          | vilk=a-s  | vilk=e!  |

Erklärung zur Notation: Der sog. Themavokal wird vom jeweiligen Wortstamm mittels Gleichheitszeichen (=) getrennt, die eigentliche Kasusendung (im Nominativ zumeist -s) mittels Bindestrich. Nullendungen werden nicht angegeben. Der Stern (*) vor den urindogermanischen Wörtern bedeutet, dass es sich um hypothetische Wortrekonstruktionen handelt, die nicht durch schriftliche Quellen belegt sind.
Zwei morphologische Phänomene lassen sich beschreiben:
1. Vermutlich bereits im Urindogermanischen wurde das Wortbildungssuffix -o- im Vokativ zu -e- abgelautet. Dieser Vokalwechsel hält sich auch in den wichtigsten Nachfolgesprachen, wenngleich -o- teilweise verändert wird.
2. Das typische Kasussuffix für den Nominativ war -s. Der Vokativ selbst war in der Regel ohne Suffix, woran sich bereits seine Ausnahmestellung im Kasussystem erkennen lässt.

## Entwicklung des Vokativs in den indogermanischen Sprachzweigen
In einigen indogermanischen Sprachzweigen ist der Vokativ außer Gebrauch geraten und seine Form darum verschwunden, in anderen dagegen ist er erhalten und wird bis heute verwendet. Einige Sprachen haben außerdem neue Vokativformen ausgebildet. Eine Übersicht:
| Sprachfamilie           | Vokativ bewahrt                                                            | maskuliner Vokativ erhalten, femininer Vokativ verschwunden | Vokativ völlig verschwunden                                                                                       | Vokativ neu gebildet |
| ----------------------- | -------------------------------------------------------------------------- | ----------------------------------------------------------- | --- | -------------------- |
| Baltische Sprachen:     | Litauisch                                                                  |                                                             | | Lettisch             |
| Germanische Sprachen:   |                                                                            | Ostgermanisch (Gotisch)                                     | Westgermanisch (Englisch, Niederländisch, Friesisch) Nordgermanisch (Dänisch, Isländisch, Norwegisch, Schwedisch) |                      |
| Keltische Sprachen      |                                                                            |                                                             | Bretonisch | Gälisch, Walisisch   |
| Italische Sprachen:     | Lateinisch                                                                 |                                                             | |                      |
| Romanische Sprachen:    |                                                                            |                                                             | Portugiesisch, Spanisch, Katalanisch, Provenzalisch, Französisch, Rätoromanisch, Italienisch                      | Rumänisch            |
| Slawische Sprachen:     | Bulgarisch, Bosnisch/Kroatisch/Serbisch, Polnisch, Tschechisch, Ukrainisch | Obersorbisch                                                | Niedersorbisch, Slowakisch, Slowenisch, Belarussisch                                                              | Russisch             |
| Indoiranische Sprachen: | Kurdisch                                                                   | Hindi/Urdu                                                  | Persisch (Dari, Farsi)                                                                                            |                      |
| Andere Sprachen:        |                                                                            | Neugriechisch                                               | Armenisch | Albanisch            |

### Griechisch
Im Griechischen ist der Vokativ Singular häufiger vom Nominativ verschieden, der Vokativ Plural ist aber immer identisch mit dem Nominativ Plural.

#### Altgriechisch
|           |                   | Nominativ         | Vokativ         | Übersetzung | Anmerkungen                                                                            |
| --------- | ----------------- | ----------------- | --------------- | ----------- | -------------------------------------------------------------------------------------- |
| Maskulina | o-Stämme          | lýkos (λύκος)     | lýke! (λύκε)    | Wolf        |                                                                                        |
| Maskulina | i-Stämme          | óphis             | óphi!           | Schlange    |                                                                                        |
| Maskulina | u-Stämme          | hyiýs             | hyiý!           | Sohn        | Nur im attischen Dialekt, sonst zum o-Stamm umgeformt: hyiós – hyié!                   |
| Maskulina | n-Stämme          | kýōn (κύων)       | kýon! (κύον)    | Hund        |                                                                                        |
| Maskulina | nt-Stämme         | gérōn (γέρων)     | géron! (γέρον)  | Greis       |                                                                                        |
| Maskulina | r-Stämme          | patḗr (πατήρ)     | páter! (πάτερ)  | Vater       |                                                                                        |
| Maskulina | ā-Stämme          | polítēs (πολίτης) | políta!         | Bürger      |                                                                                        |
| Feminina  | ā-Stämme          | nýmphē (νύμφη)    | nýmpha! (νύμφᾰ) | Mädchen     | nur episch, in anderen Dialekten Synkretismus mit dem Nominativ: nýmphē!               |
| Feminina  | Konsonantenstämme | nýx               | nýx!            | Nacht       |                                                                                        |
| Feminina  | Besonderheiten    | gynḗ              | gýnai!          | Frau        | vereinzelte Form, vermutlich aus dem obliquen Stamm gýnaik- gebildet mit Abfall von -k |

Bei Maskulina der ā-Deklination fällt das End-s (-ς) der Endungen -ēs (-ης) bzw. -as (-ας) weg; wenn der Endung -ēs (-ης) ein t (τ) vorangeht (-tēs, -της), ist die Endung -tă (-τᾰ). Beispiele: Nom. tamias (ταμίας), „Verwalter, Schatzmeister“ > Vok. tamia! (ταμία); Nom. bouleutēs (βουλευτής), „Ratsmitglied“ > Vok. bouleuta! (βουλευτά).

In der 3. Deklination entspricht der Vokativ fast immer dem Nominativ, es können aber Akzentverschiebungen oder Quantitätswechsel auftreten.

#### Neugriechisch
Das Neugriechische führt die Vokativformen für Feminina nicht fort und hat auch die Zahl der maskulinen Deklinationsklassen stark reduziert: Im Prinzip endet im Neugriechischen heute jedes Maskulinum auf Sigma (-s); so wurde der altgriechische Nom.Sg. πατήρ patér umgeformt zu πατέρας patéras. Dieses Sigma wiederum fehlt durchgehend in den neugriechischen Vokativformen. Eine Übersicht:
|                    | Nominativ | Vokativ                     | Übersetzung |
| ------------------ | --------- | --------------------------- | ----------- |
| Maskulina auf -os: | kýrios    | kýrie!                      | Herr        |
| Maskulina auf -os: | géros     | géro!                       | Greis       |
| Maskulina auf -as: | patéras   | patéra!                     | Vater       |
| Maskulina auf -us: | pappoús   | pappoú!                     | Opa         |
| Maskulina auf -ís: | polítis   | políti! políta! (archaisch) | Bürger      |

Bei zweisilbigen männlichen Namen auf -os (z. B. Giorgos) sowie mehrsilbigen zusammengesetzten Namen, deren zweiter Bestandteil ein zweisilbiger Name ist (z. B. Karakitsos aus kara + Kitsos), lautet der Vokativ niemals auf -e, sondern stets auf -o.
Bei Nomina auf -tis (-της) endet der Vokativ auf -ti (-τη). Die archaische Form mit der Endung -ta (-τα) kann im gehobenen Sprachniveau sowie unter älteren oder konservativen Sprechern auch benutzt werden (siehe Katharevousa) oder zur scherzhaften Parodie dieser Sprachform dienen.

### Lateinisch
Im Lateinischen ist der Vokativ fast immer mit dem Nominativ identisch. Als Fall mit unterscheidbarer Form erscheint er unter anderem bei den (allerdings recht häufigen) maskulinen Wörtern der o-Deklination, die im Nominativ auf -us enden. In diesem Fall wird aus der Nominativendung (im Singular) -us im Vokativ die Endung -e (z. B. Brutus → Brute!, Christus → Christe!). Eine Ausnahme bilden im Nominativ auf -ius endende Wörter sowie bestimmte Formen des Possessivpronomens: erstere enden im Vokativ auf -ī, letztere haben eigene Formen (z. B. Claudia clamat: „Consule tibi, mi fili!“ – Claudia ruft: „Sorge für dich, mein Sohn!“). Griechische Namen auf -ēs und -ās bilden einen Vokativ auf -ē bzw. -ā: Orestē! (auch Oresta!, zu Orestēs), Aenēā! (zu Aenēās, Nebenform Aenēa), Amyntā! (zu Amyntās). Unregelmäßige Vokative sind Hercle! für Hercules und Jesu! für Jesus, letzteres ist der griechische Vokativ.
Legendär ist die Ansprache des Augustus zum abgeschlagenen Kopf des Schlachtenverlierers Varus: „Quinctili Vare, redde legiones!“ – „Quinctilius Varus, gib [mir] die Legionen zurück!“

### Romanische Sprachen

#### Rumänisch
Das Rumänische hat als einzige romanische Standardsprache den Vokativ für Maskulina auf -e aus dem Lateinischen bewahrt und darüber hinaus Vokativformen auf -ule entwickelt; zudem kennt es heute einen Vokativ für Feminina auf -o, welcher vermutlich durch Sprachkontakt entweder aus der benachbarten Slavia oder aus dem Albanischen entlehnt worden ist. Es gibt jedoch auch einige Substantive, die keine vom Nominativ unterschiedliche Vokativform ausgebildet haben, v. a. solche auf -e:
|           | Nominativ | Vokativ  | Übersetzung |
| --------- | --------- | -------- | ----------- |
| Maskulina | bărbat    | bărbate! | Mann        |
| Maskulina | soț       | soțulе!  | Ehemann     |
| Maskulina | frate     | frate!   | Bruder      |
| Feminina  | soră      | sorо!    | Schwester   |
| Feminina  | femeie    | femeio!  | Frau        |
| Feminina  | soție     | soție!   | Ehefrau     |

Eine weitere Besonderheit des Rumänischen besteht in der Herausbildung von Vokativformen im Plural. Diese Formen stimmen, anders als die entsprechenden Singularformen, allerdings mit einer anderen Kasusform überein, nämlich dem Casus obliquus im Plural, der in der rumänischen Sprachwissenschaft häufig Genitiv-Dativ genannt wird. Man vergleiche:
|           | Nominativ | Vokativ     | Übersetzung |
| --------- | --------- | ----------- | ----------- |
| Maskulina | bărbați   | bărbaților! | Männer      |
| Maskulina | frați     | fraților!   | Brüder      |
| Feminina  | fete      | fetelor!    | Mädchen     |
| Feminina  | soții     | soțiilor!   | Ehefrauen   |

Der Gebrauch des Vokativs Plural ist jedoch nicht zwingend; auch ein Gebrauch des Nominativs für die Anrede ist möglich.

### Baltische Sprachen
Beide lebende Sprachen des baltischen Sprachzweigs zeigen bis heute Vokativformen, und auch die ausgestorbene altpreußische Sprache kannte solche.

#### Litauisch
Die litauische Sprache hat den Vokativ aus der indogermanischen Ursprache nicht nur erhalten, sondern weiter ausdifferenziert, und zeigt von allen europäischen Sprachen darum die größte Vielfalt an Vokativformen:
|           |           | Nominativ | Vokativ   | Übersetzung |
| --------- | --------- | --------- | --------- | ----------- |
| Maskulina | o-Stämme  | vilkas    | vilke!    | Wolf        |
| Maskulina | jo-Stämme | vėjas     | vėjau!    | Wind        |
| Maskulina | jo-Stämme | brolis    | broli!    | Bruder      |
| Maskulina | i-Stämme  | vagis     | vagie!    | Dieb        |
| Maskulina | u-Stämme  | žmogus    | žmogau!   | Mensch      |
| Maskulina | n-Stämme  | šuo       | šunie!    | Hund        |
| Feminina  | a-Stämme  | tautà     | táuta!    | Volk        |
| Feminina  | e-Stämme  | katė      | kate!     | Katze       |
| Feminina  | i-Stämme  | žuvis     | žuvie!    | Fisch       |
| Feminina  | r-Stämme  | duktė     | dukterie! | Tochter     |

#### Lettisch
In der lettischen Sprache ist der Vokativ zwar für die meisten Substantive vom Nominativ verschieden, aber weniger üblich als im Litauischen und wird v. a. bei den Feminina durch den Nominativ ersetzt.
|           |           | Nominativ | Vokativ   | Übersetzung |
| --------- | --------- | --------- | --------- | ----------- |
| Maskulina | o-Stämme  | vilks     | vilk!     | Wolf        |
| Maskulina | jo-Stämme | vējš      | vēj!      | Wind        |
| Maskulina | jo-Stämme | brālis    | brāli!    | Bruder      |
| Maskulina | u-Stämme  | tirgus    | tirgu(s)! | Markt       |
| Maskulina | n-Stämme  | suns      | suns!     | Hund        |
| Feminina  | ā-Stämme  | tauta     | tauta!    | Volk        |
| Feminina  | e-Stämme  | kundze    | kundz(e)! | Dame        |
| Feminina  | i-Stämme  | zivs      | zivs!     | Fisch       |

### Keltische Sprachen
Für das Urkeltische, das uns nicht überliefert ist, können Vokativformen rekonstruiert werden. Jedenfalls kennt die älteste belegte keltische Sprache, das Gallische, durchaus Vokativformen auf -e für o-stämmige Substantive:
|                            | Nominativ | Vokativ | Übersetzung |
| -------------------------- | --------- | ------- | ----------- |
| Urkeltisch (~ 500 v. Chr.) | *makwos   | *makwe! | Sohn        |
| Gallisch (~ 0 Chr.)        | mapos     | mape!   | Sohn        |

#### Gälisch
Sowohl in der irischen als auch in der schottischen Varietät der gälischen Sprachen hat sich der Vokativ bis heute erhalten, jedoch in seiner Gestalt stark verändert. Er tritt nur bei Maskulina der o-Deklination auf. In den frühesten Belegen des Irischen (also in den Ogham-Inschriften) war die Nominativendung der o-Deklination (-os) bereits geschwunden, und ebenso die Vokativ-Endung -e, jedoch kam es durch diese zu einem Umlaut des Stammvokals a > i. Außerdem tritt schließlich eine Vokativpartikel vor das Substantiv, die zu einer Lenierung des Anlauts m > mh [v] führt. Man vergleiche das Wort für Sohn in mehreren Stadien des Gälischen:
|                                           | Nominativ | Vokativ   |
| ----------------------------------------- | --------- | --------- |
| Urgälisch (~ 0 Chr.)                      | *makkwos  | *makkwe!  |
| Ogham-Irisch (~ 200–700 n. Chr.)          | macc      | *micc!    |
| Alt- u. Mittelirisch (~ 700–1200 n. Chr.) | mac       | a mhic!   |
| Neuirisch (bis heute)                     | mac       | (a) mhic! |

Im Plural der 1. Deklination tritt zudem gelegentlich die Endung -a im Vokativ auf: fir (Männer) – a fheara! (Männer!)

#### Britannische Sprachen
Walisisch kennt bis heute Vokativformen. Deren Entwicklung ist vermutlich ähnlich verlaufen wie im Gälischen, allerdings ist die Partikel a, die den Anlaut leniert (m > f), nicht mehr erhalten. Eine Umlautung des Stammvokals durch die ursprüngliche Endung -e hat nicht stattgefunden:
|                                     | Nominativ | Vokativ  |
| ----------------------------------- | --------- | -------- |
| Urbritannisch (> 500 n. Chr.)       | *mapos    | *mape!   |
| Altkymrisch (~ 800–1200 n. Chr.)    | *mab      | *a mhab! |
| Neukymrisch (Walisisch) (bis heute) | mab       | fab!     |

Das Bretonische hat vermutlich die gleiche Entwicklung durchgemacht, jedoch sind die Vokativformen mittlerweile außer Gebrauch:
|                    | Nominativ | Vokativ |
| ------------------ | --------- | ------- |
| Bretonisch (heute) | mab       | mab!    |

### Slawische Sprachen

#### Gebrauch des Vokativs in der Slavia
Die nicht belegte urslawische Sprache und das seit dem Mittelalter belegte Altkirchenslawische haben den indogermanischen Vokativ fortgeführt und formenreich ausgebaut; viele dieser Formen leben in den heutigen slawischen Sprachen fort, darunter im Tschechischen, Polnischen, Obersorbischen, Bulgarischen, Mazedonischen, Ukrainischen, in den nationalen Varietäten der serbokroatischen Sprache (Bosnisch, Kroatisch, Montenegrinisch und Serbisch) und in den Dialekten des Slowakischen.
| Vokativ in der Standardsprache                                                                   | Vokativ im Substandard (Dialekte) | Vokativ verschwunden                     |
| ------------------------------------------------------------------------------------------------ | --------------------------------- | ---------------------------------------- |
| - Bulgarisch - Mazedonisch - Obersorbisch - Polnisch - Serbokroatisch - Tschechisch - Ukrainisch | - Slowakisch - Belarussisch       | - Niedersorbisch - Russisch - Slowenisch |

#### Slawische Vokativformen im Vergleich
Anders als im Lateinischen ist der Vokativ in den betreffenden slawischen Sprachen gut erhalten und nahezu immer vom Nominativ verschieden.
Es folgt ein Überblick über den Formenbestand der slavischen Sprachen im Vergleich zu den rekonstruierten (und darum mit Asterisk versehenen) Formen des Urslawischen. Dabei sind Formen, die sich nicht lautgesetzlich aus dem Urslawischen in die Tochtersprachen entwickelt haben, sondern durch Analogie entstanden sind, orange markiert. Lautgesetzlicher bedingter Vokalwandel u > i (nur im Tschechischen) ist dagegen grün markiert.
- Maskulina:

|                | o-Stämme (‚Volk‘) | o-Stämme (‚Volk‘) | o-Stämme (‚Wolf‘) | o-Stämme (‚Wolf‘) | jo-Stämme (‚Mann‘) | jo-Stämme (‚Mann‘) |
| Nominativ      | Vokativ           | Nominativ         | Vokativ           | Nominativ         | Vokativ            |                    |
| -------------- | ----------------- | ----------------- | ----------------- | ----------------- | ------------------ | ------------------ |
| Urslawisch     | *narodъ           | *narode!          | *vьlkъ            | *vьlče!           | *mǫžь              | *mǫžu!             |
| Tschechisch    | národ             | národe!           | vlk               | vlku!             | muž                | muži!              |
| Polnisch       | naród             | narodzie!         | wilk              | wilku!            | mąż                | mężu!              |
| Ukrainisch     | narod             | narode!           | vovk              | vovče!            | muž                | muže!              |
| Serbokroatisch | narod             | narode!           | vuk               | vuče!             | muž                | mužu!              |
| Bulgarisch     | narod             | narode!           | vъlk              | vъlko!            | mъž                | mъžo!              |

|                | o-Stämme (‚Opa‘) | o-Stämme (‚Opa‘) | u-Stämme (‚Sohn‘) | u-Stämme (‚Sohn‘) | jo-Stämme (‚Pferd‘) | jo-Stämme (‚Pferd‘) |
| Nominativ      | Vokativ          | Nominativ        | Vokativ           | Nominativ         | Vokativ             |                     |
| -------------- | ---------------- | ---------------- | ----------------- | ----------------- | ------------------- | ------------------- |
| Urslawisch     | *dědъ            | *děde!           | *synъ             | *synu!            | *konjь              | *konju!             |
| Tschechisch    | děd              | děde!            | syn               | syne!             | kůň                 | koni!               |
| Polnisch       | dziad            | dziadu!          | syn               | synu!             | koń                 | koniu!              |
| Ukrainisch     | did              | didu!            | syn               | synu!             | kin’                | konju!              |
| Serbokroatisch | djed             | djede!           | sin               | sine!             | konj                | konju!              |
| Bulgarisch     | djado            | djado!           | sin               | sine!             | kon                 | konjo!              |

- Femina:

|                | a-Stämme (‚Frau‘) | a-Stämme (‚Frau‘) | ja-Stämme (‚Seele‘) | ja-Stämme (‚Seele‘) | ja-Stämme (‚Erde‘) | ja-Stämme (‚Erde‘) |
| Nominativ      | Vokativ           | Nominativ         | Vokativ             | Nominativ           | Vokativ            |                    |
| -------------- | ----------------- | ----------------- | ------------------- | ------------------- | ------------------ | ------------------ |
| Urslawisch     | *žena             | *ženo!            | *duša               | *duše!              | *zemja             | *zemje!            |
| Tschechisch    | žena              | ženo!             | duše                | duše!               | země               | země!              |
| Polnisch       | żona              | żono!             | dusza               | duszo!              | ziemia             | ziemio!            |
| Ukrainisch     | žona              | žono!             | duša                | dušo!               | zemlja             | zemle!             |
| Serbokroatisch | žena              | ženo!             | duša                | dušo!               | zemlja             | zemljo!            |
| Bulgarisch     | žena              | ženo!             | duša                | dušo!               | zemja              | zemjo!             |

|                | ja-Stämme (‚Mädchen‘)    | ja-Stämme (‚Mädchen‘) | i-Stämme (‚Nacht‘) | i-Stämme (‚Nacht‘) | ū-Stämme (‚Blut‘) | ū-Stämme (‚Blut‘) |
| Nominativ      | Vokativ                  | Nominativ             | Vokativ            | Nominativ          | Vokativ           |                   |
| -------------- | ------------------------ | --------------------- | ------------------ | ------------------ | ----------------- | ----------------- |
| Urslawisch     | *děvica                  | *děvice!              | *noťь              | *noťi!             | *kry              | *kry!             |
| Tschechisch    | čarodějnice (‚Zauberin‘) | čarodějnice!          | noc                | noci!              | krev              | krvi!             |
| Polnisch       | zakonnica (‚Nonne‘)      | zakonnico!            | noc                | nocy!              | krew              | krwio!            |
| Ukrainisch     | bludnycja (‚Hure‘)       | bludnyce!             | nič                | noče!              | krov              | krove!            |
| Serbokroatisch | djevica                  | djevice!              | noć                | noći!              | krv               | krvi!             |
| Bulgarisch     | devica                   | device!               | nošt               | nošt!              | krъv              | krъv!             |

#### Tschechisch
Von allen slawischen Sprachen hat das Tschechische den Vokativ am besten für die meisten Substantive bewahrt, und ihn außerdem grammatikalisiert: Die Anrede im Vokativ ist die einzig mögliche, die Anrede im Nominativ ungrammatisch.

#### Polnisch
Hier einige Beispiele für die Bildung des Vokativ (poln. wołacz) im Polnischen:
| Nominativ                      | Vokativ                              |
| ------------------------------ | ------------------------------------ |
| Pani Ewa (Frau Eva)            | Pani Ewo! (Frau Eva! )               |
| Pan profesor (Herr Professor)  | Panie profesorze! (Herr Professor! ) |
| Krzysztof (Christoph)          | Krzysztofie! (Christoph! )           |
| Krzyś (Koseform von Krzysztof) | Krzysiu!                             |
| Ewusia (Koseform von Ewa)      | Ewusiu!                              |
| Marek (Markus)                 | Marku!                               |
| Bóg (Gott)                     | Boże! (O Gott! )                     |

Wenn die Person mit ihrem Namen angesprochen wird, benutzt man oft einfach den Nominativ. Die Verwendung des Vokativs klingt heutzutage gehoben oder respektvoll. Beispiel: „Paweł, …“ („Paul, …“) wäre die normale Alltagsanrede, während „Pawle, …“ höflich bzw. respektvoll klingt.

#### Russisch
Auch im Russischen haben sich Reste des Vokativs – in ihrer isolierten Form als Ausdruck besonderen Respekts – erhalten. Beispiel: Бог (Bog, Nom.) – Боже (Bože, Vok.). Verwendung: Боже мой! (Bože moj!) – Mein Gott! Zudem gibt es in der Umgangssprache regelhafte Formen für Namen, die auf a bzw. я enden: Таня (Tanja, Nom.) – Тань (Tan’, Vok.), Наташа (Natascha, Nom.) – Наташ (Natasch, Vok.).

#### Sorbisch
Das in der Lausitz gesprochene Obersorbische besitzt ebenfalls einen Vokativ. Dieser tritt paradigmatisch nur bei männlichen Substantiven auf. Meistfrequentiert ist hierbei die Endung -o, doch tritt bisweilen auch -je auf:

muž 'Mann' – mužo!

dźěd 'Opa' – dźědo!

Pětr (Name) – Pětrje!
Von den Feminina hat nur ein Wort eine vom Nominativ verschiedene Vokativform: mać 'Mutter' – maći!

#### Bulgarisch
Im Bulgarischen wird der Vokativ üblicherweise nur bei einer gewissen Vertrautheit der Gesprächspartner, also im Freundes- und Familienkreis verwendet. Obwohl es völlig üblich ist, auch weibliche, Personen bezeichnende Nomina wie z. B. Mama (мама (Nom.) – мамо (Vok.)) in den Vokativ zu setzen, wird hingegen das Setzen weiblicher Vornamen in den Vokativ als grob und unhöflich bzw. sehr ordinär angesehen (z. B. Daniela Даниела (Nom.) – Даниело* (Vok.; Achtung – beleidigend!)).

#### Belarussisch
Im Belarussischen wird der Vokativ überwiegend in den südlichen und westlichen Dialekten verwendet. Man vergleiche:
|             | Maskulina | Maskulina | Feminina | Feminina |
| ----------- | --------- | --------- | -------- | -------- |
| Nominativ   | дзед_     | сябар_    | баб-а    | мам-а    |
| Vokativ     | дзед-у!   | сяб_р-а   | баб-о!   | мам-о!   |
| Übersetzung | Opa       | Freund    | Oma      | Mama     |

### Iranische Sprachen
Von den iranischen Sprachen haben vor allem jene Vokativformen bewahrt (oder neu ausgebildet), welche erst unzureichend schriftlich standardisiert sind, nämlich die kurdischen Dialekte und Paschtunisch. Darum ist mit einer gewissen dialektalen Vielfalt zu rechnen.

#### Kurdisch
Im Kurmandschi-Dialekt des Kurdischen wird der Vokativ mit der Endung -o bei Maskulina und -ê bei Feminina markiert. Beispiele:
|          | Nominativ | Vokativ | Übersetzung |
| -------- | --------- | ------- | ----------- |
| Maskulin | mêrik     | mêriko! | Mann        |
| Feminin  | jinik     | jinikê! | Frau        |

Viele arabische Namen, die das Kurdische übernommen hat, werden abgekürzt, sodass im Allgemeinen kurdische Frauennamen (im Nominativ wie auch im Vokativ) auf -ê und die Männernamen auf -o enden.
 Beispiele für Männernamen: Mostafa > Misto, Mahmud > Maho, Sayyid > Sayo.
 Beispiele für Frauennamen: Zaynab > Zaynê, Fatima > Fattê.

#### Paschtunisch
Die paschtunische Sprache kennt ebenfalls für Maskulina wie für Feminina Vokativformen. Bei den Maskulina allerdings ist die Vokativform identisch mit dem Obliquus II genannten Objektkasus:
|          | Nominativ | Obliquus I | Obliquus II | Vokativ     | Übersetzung |
| -------- | --------- | ---------- | ----------- | ----------- | ----------- |
| Maskulin | wrorورور  | wrorورور   | wroraوروره  | wrora!وروره | Bruder      |
| Feminin  | xorخور    | xorخور     | xore        | xore!خورې   | Schwester   |

### Indische Sprachen

#### Altindisch
Die altindischen Sprachen Sanskrit und Pali sowie deren ältere Stufe, das Vedische, kennen Vokativformen für fast alle Substantive – als einziger Zweig des Indogermanischen sogar einige mittels Analogie entstandene Formen für Neutra:
|           |          | Nominativ | Vokativ | Übersetzung | Bemerkungen zu unregelmäßigen Entwicklungen         |
| --------- | -------- | --------- | ------- | ----------- | --------------------------------------------------- |
| Maskulina | o-Stämme | vṛkaḥ     | vṛka!   | 'Wolf'      |                                                     |
| Maskulina | u-Stämme | śatruḥ    | śatro!  | 'Feind'     | gleiches Muster für feminine u-Stämme               |
| Maskulina | i-Stämme | agniḥ     | agne!   | 'Feuer'     | gleiches Muster für feminine i-Stämme               |
| Maskulina | r-Stämme | pitā́      | pita!   | 'Vater'     |                                                     |
| Maskulina | n-Stämme | rājā      | rājan!  | 'König'     |                                                     |
| Feminina  | ā-Stämme | kanyā     | kanye!  | 'Mädchen'   | Analogie zu den maskulinen i-Stämmen                |
| Feminina  | ū-Stämme | vadhūh    | vadhu!  | 'Frau'      |                                                     |
| Feminina  | ī-Stämme | strīḥ     | stri!   | 'Weib'      |                                                     |
| Neutra    | o-Stämme | rūpam     | rūpa!   | 'Körper'    | Analogie zu den maskulinen o-Stämmen                |
| Neutra    | u-Stämme | madhu     | madhu!  | 'Honig'     | selten Analogie zu den maskulinen u-Stämmen: madho! |
| Neutra    | i-Stämme | vāri      | vāri!   | 'Körper'    | selten Analogie zu den maskulinen i-Stämmen: vāre!  |

#### Hindi
Der Vokativ ist im Hindi im Singular gleich dem Obliquus Singular. Im Plural ist er gleich dem Obliquus Plural ohne die Nasalierung (-o statt -õ). Damit ergeben sich vom Nominativ abweichende Endungen für die  Maskulina auf -ā und im Plural:
|                                     | Singular | Singular  | Plural  | Plural   | Übersetzung        |
| Nominativ                           | Vokativ  | Nominativ | Vokativ |          | Übersetzung        |
| ----------------------------------- | -------- | --------- | ------- | -------- | ------------------ |
| Maskulin auf -ā                     | laṛkā    | laṛke!    | laṛke   | laṛko!   | 'Junge'            |
| Maskulin nicht auf -ā und Ausnahmen | guru     | guru!     | guru    | guruo!   | 'Lehrmeister'      |
| Feminin auf -ī                      | laṛkī    | laṛkī!    | laṛkiyã | laṛkiyo! | 'Mädchen'          |
| Feminin nicht auf -ī                | bahū     | bahū!     | bahuẽ   | bahuo!   | 'Schwiegertochter' |

#### Romani
Die vom Altindischen abstammende Sprache Romani hat die indogermanischen Vokativmuster teils bewahrt, teils weiterentwickelt. Für den Plural hat es eine spezielle Form auf -le entwickelt:
|           | Singular | Singular      | Plural  | Plural    | Übersetzung |
| Nominativ | Vokativ  | Nominativ     | Vokativ |           | Übersetzung |
| --------- | -------- | ------------- | ------- | --------- | ----------- |
| Maskulin  | phral    | phrála!       | phralá  | phralále! | 'Bruder'    |
| Feminin   | phen     | phéne! phéno! | phenjá  | phenjále! | 'Schwester' |

#### Singhalesisch
Auch die singhalesische Sprache kennt Vokativformen für Singular wie für Plural:
|          | Nominativ | Vokativ    | Übersetzung |
| -------- | --------- | ---------- | ----------- |
| Singular | miniha    | miniho!    | 'Mann'      |
| Plural   | minissu   | minissune! | 'Männer'    |

## Vokativphrase
Auch Sprachen, welche keinen morphologischen Vokativ aufweisen, können Vokativphrasen ausbilden, welche sich von anderen  Nominalphrasen durch folgende Kriterien unterscheiden:
- Ein in der Anrede verwendetes Nomen fungiert als Index und wird daher nicht grammatisch determiniert.
- Zum Nomen der Anrede können sich Vokativpartikeln gesellen, welche die Adressatenrolle festlegen.

### Artikellosigkeit
Die Vokativphrase ist in den meisten Artikelsprachen durch Abwesenheit jeglichen Artikels gekennzeichnet, im weiteren Sinne ist sie also eine Nominalphrase ohne Determinativ. Die erste indogermanische Sprache, die einen bestimmten Artikel ausbildete, war Griechisch (und zwar bereits etwa 800 v. Chr.). Unter antiken Grammatikern galt jedoch die Vokativpartikel ὦ (siehe oben) als Vokativartikel; diese Sichtweise ist heute nicht mehr üblich. Die griechische Vokativphrase wird also durch Artikellosigkeit gekennzeichnet. Im Laufe ihrer Entwicklung bilden auch die germanischen, keltischen und romanischen Sprachen Artikel aus, sodass sich ein analoges Muster für deren Vokativphrasen ergibt.

#### Deutsch
Dies ist etwa im Deutschen der Fall, wo im Vokativ kein Artikel gesetzt wird: Da ein Appellativum wie zum Beispiel Gast als Satzglied für gewöhnlich nicht ohne Artikel steht (außer nach als), ergibt sich aus der artikellosen Verwendung eine Vokativphrase, welche üblicherweise mit einem Adjektivattribut angereichert wird. Dieses Attribut begleitet das Kopfnomen stets in seiner unbestimmten Form:
```
Lieber Gast, setz dich!

Setz dich, lieber Gast!

NICHT: *
Lieber Gast setzt sich.
```

In der süddeutschen Umgangssprache und in den oberdeutschen Dialekten ist diese Art der Vokativphrase geläufiger, da hier auch Eigennamen von Personen in der Nominalphrase einen proprialen Artikel mit sich führen (der wie ein bestimmter Artikel aussieht, aber keine semantische Funktion hat):
```
Das ist 
der
 Peter.

NICHT: *
Das ist Peter.

ABER: 
Lieber Peter!
```

### Vokativpartikeln
Einige Sprachen verwenden Vokativpartikeln, welche im Anruf meistens dem Substantiv vorangestellt werden. Hierzu gehören etwa Arabisch, Altgriechisch und Albanisch.

#### Deutsch
Eine mögliche, jedoch keineswegs obligatorische Vokativpartikel im Deutschen ist das literarische "o". Demnach ist der Vokativ zu Vater „o Vater!“, zu Tochter „o Tochter!“ usw. Dieses "o" wurde aus dem Altgriechischen, wo die Partikel ὦ (ō) lautet, ins Deutsche und andere europäische Sprachen entlehnt.

#### Arabisch
Sehr bekannt und häufig verwendet ist die Vokativpartikel yā in der arabischen Sprache, z. B. in yā rajul!. Diese Partikel kann sowohl konativ, also auffordernd, eingesetzt werden (etwa deutsch: ‘(h)ey Mann!’) als auch honorifikativ, also ehrerbietend (vgl. deutsch (nach griechischem Muster): ‘o Mann!’).

#### Hebräisch
Auch in der neuhebräischen Umgangssprache wird die arabische Vokativpartikel ya verwendet, vermutlich in Folge intensiven Kontaktes beider Sprachen.

#### Altgriechisch
Die altgriechische Anrede wurde häufig von der Vokativpartikel ὦ begleitet, z. B. ὦ Σώκρατες! ‚o Sokrates!‘. Ein Fehlen derselben ist ein Zeichen sachlicher Kühle oder gar Geringschätzung: „Akoueis, Aischinē?“ „Ἀκούεις, Αἰσχίνη;“ „Hörst du, Aischines?“ fragt etwa Demosthenes seinen verhassten Gegner. Diese Partikel wurde auch im Lateinischen verwendet, allerdings nur dann, wenn der Eindruck entstehen sollte, man lehne sich an die griechische Sprache an. Über das Lateinische gelangte diese Partikel auch in die deutsche Hochsprache, findet dort – ebenso wie im Neugriechischen – jedoch nur noch selten Verwendung.

#### Neugriechisch und die Balkansprachen
In der neugriechischen Sprache ist aus dem Vokativ des Wortes μωρός mōrós, welches so viel wie „Dummkopf“ bedeutet, eine Partikel entstanden, welche ihre abwertende Bedeutung verloren hat und deshalb im Neugriechischen häufig zur informellen Anrede verwendet wird: μωρέ! mōré!.
Daneben existiert eine weitere Partikel βρε vre gleichen Ursprungs, die aus der Kontraktion von moré zu mre entstanden ist.
Beide Partikeln wurden in die anderen Sprachen des Balkansprachbunds, welche von der griechischen Sprache stark beeinflusst wurden, entlehnt: Albanisch bre und more, bulgarisch be und more, rumänisch, serbisch und türkisch bre dienen jeweils der familiären, informellen Anrede, vergleichbar dem jugendsprachlichen deutschen ey oder Alter.
Besonders interessant verhält sich diese Partikel in der mazedonischen Sprache, wo sie sich in zwei Formen aufgespalten hat: für die Anrede an eine männliche Person lautet sie more, an eine weibliche Person dagegen mori.

#### Albanisch
Dagegen ist die Partikel o im Albanischen sehr geläufig und wird häufig mit Anrufen und Anreden verbunden. Das Besondere an der albanischen Partikel ist, dass sie nicht zwingend vor dem Substantiv steht, sondern auch gelegentlich dahinter. In diesem Falle ersetzt sie das für die Anrede im Albanischen übliche Definitheitssuffix:
|                                              | Maskulinum | Femininum |
| -------------------------------------------- | ---------- | --------- |
| Nominativ (ohne Definitheitssuffix):         | çun        | vajzё     |
| Vokativ mit Definitheitssuffix und Partikel: | o çun-i!   | o vajz-a! |
| Vokativ mit suffigierter Partikel:           | çun-o!     | vajz-o!   |
| Übersetzung:                                 | Bursche    | Mädchen   |

#### Kurdisch
Im kurmandschi Dialekt des Kurdischen (vgl. oben) kann der Vokativ auch ohne Suffix mit Hilfe eigenständiger Wörter (sog. Partikeln) gebildet werden, die sich je nach Geschlecht der angesprochenen Person unterscheiden:
| Name        | Suffigierter Vokativ | Vokativ mit Partikel |
| ----------- | -------------------- | -------------------- |
| Azad (m)    | Azad-o!              | lo Azad!             |
| Bêrîvan (f) | Bêrîvan-ê!           | lê Bêrîvan!          |

### Prädikative Anrede
Die prädikative Anrede unterscheidet sich von der Vokativphrase dadurch, dass sie den Adressaten durch ein evaluatives, also wertendes Nomen, beschreibt (der Adressat erhält also ein Prädikat). In der deutschen Sprache ist die prädikative Anrede von der Vokativphrase dadurch zu unterscheiden, dass sie ein Pronomen der 2. Person als Deiktikon enthalten kann, aber nicht muss:
- (du) Depp!, (du) Genie!, (du) Schlampe!
- (ihr) Arschlöcher!, (ihr) Helden!
- (Sie) Engel!, (Sie) Schnösel!

Dies ist in der Vokativphrase nicht möglich; das deiktische Pronomen wird hier intonarisch von der eigentlichen Phrase abgegrenzt:
- (du,) Schatz!
- (Sie,) Frau Müller!

Die Aussage ist denn auch eine völlig andere: Die prädikative Anrede du Schatz! soll jemanden als Schatz, also als wertvollen oder lieben Menschen, charakterisieren. In der Vokativphrase (du,) Schatz! dient Schatz dagegen als Kosename, also als Ersatz für den Namen eines vertrauten Menschen. Noch deutlicher wird dies am Diminutiv Schätzchen, das nur in der Vokativphrase gebraucht wird (um jemanden zu ermahnen), nicht aber als prädikative Anrede: *(du) Schätzchen!.

#### Skandinavische Sprachen
In den nordgermanischen Sprachen hat sich eine spezifische Phrase etabliert, welche vor allem für Zuschreibungen mittels Appellativa verwendet wird; in Verbindung mit Personennamen ist sie nicht üblich. Als prädikative Kopula dient der Possessivbegleiter der 2. Person Singular, also des Adressaten. Beispiele aus allen vier Sprachen:
|             | Dänisch   | Schwedisch | Norwegisch  | Isländisch   |
| ----------- | --------- | ---------- | ----------- | ------------ |
| Nominativ   | geni      | ängel      | svin        | fífl         |
| Vokativ     | dit geni! | din ängel! | ditt svin!  | fíflið þitt! |
| Übersetzung | du Genie! | du Engel!  | du Schwein! | du Idiot!    |

Dabei wird im Isländischen zusätzlich das Definitheitssuffix (quasi der bestimmte Artikel) ans Substantiv angefügt.
Das Isländische kennt überdies vor allem für Eigennamen von Personen eine Vokativphrase, welche sich des Possessivbegleiters der 1. Person Singulars (also des Sprechers) bedient:
Jón minn! (Männername) / Helga mín! (Frauenname)

## Bemerkungen und Einzelnachweise
1. ↑  Alfons Nehring: Anruf, Ausruf und Anrede. Ein Beitrag zur Syntax des Einwortsatzes. In: Festschrift für Theodor Siebs zum 70. Geburtstag (hgg. c. Walther Steller, Breslau 1933).
2. ↑  Tanja Anstatt: „Der slavische Vokativ im europäischen Kontext“. In: Geist, L. / Mehlhorn, G. (eds.) (2008): Linguistische Beiträge zur Slavistik XV, München, S. 9–26. Online: https://dbs-lin.ruhr-uni-bochum.de/lotman/download.php?f=6964699fad7b9b1cdaf42a117deac550&target=0
3. ↑  Vgl. E.-G. Kirschbaum: Grammatik der Russischen Sprache. Cornelsen, Berlin 2004, S. 151.
4. ↑  Der Beleidigungsgrad lässt sich am Vergleich folgender Sätze ablesen: Даниела, какво зяпаш бе? (Hi Daniela, warum guckst du denn?) vs. Даниело, какво зяпаш бе? (Daniela, was glotzt du so?)
5. ↑  https://corpus.quran.com/documentation/vocative.jsp